# Thranius signatus
Thranius signatus är en skalbaggsart som beskrevs av Schwarzer 1925. Thranius signatus ingår i släktet Thranius och familjen långhorningar.
Artens utbredningsområde är Taiwan. Inga underarter finns listade i Catalogue of Life.